# Biblioteca delle Scienze dell'Alta Lusazia
La biblioteca delle Scienze dell'Alta Lusazia (in tedesco Oberlausitzische Bibliothek der Wissenschaften) è la principale biblioteca cittadina e la più importante biblioteca regionale tra Dresda e Breslavia. Si trova a Görlitz, città nello stato federale della Sassonia in Germania. Nota anche con l'acronimo OLB, è stata fondata nel 1950 dall'unione della biblioteca dell'ex Società delle scienze dell'Alta Lusazia e dalla Biblioteca Milich, risalenti al XVIII secolo. 

## Storia

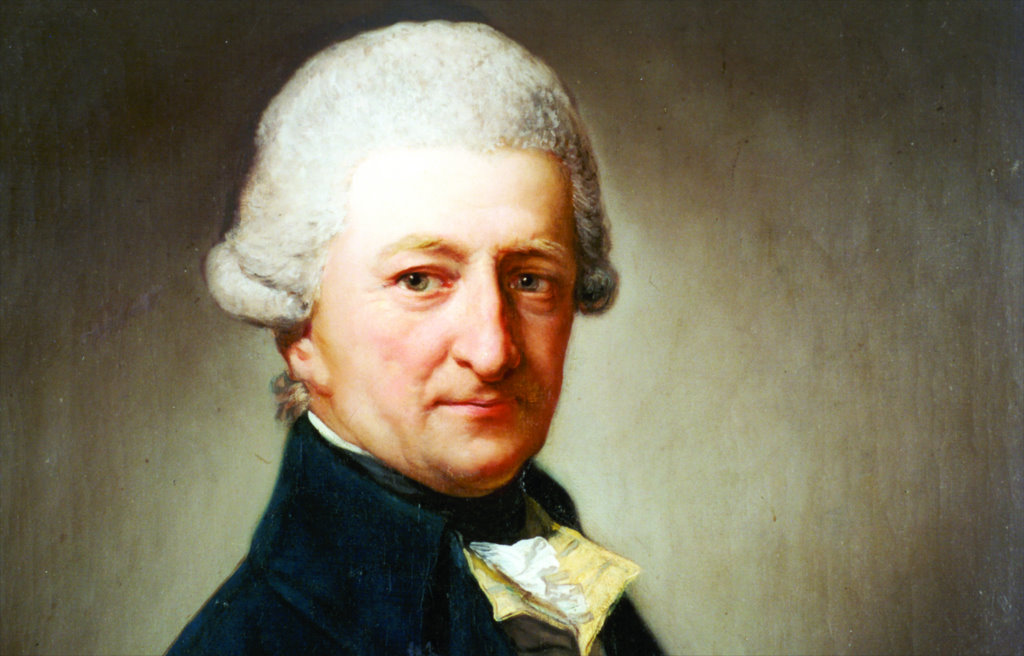
Adolf Traugott von Gersdorff

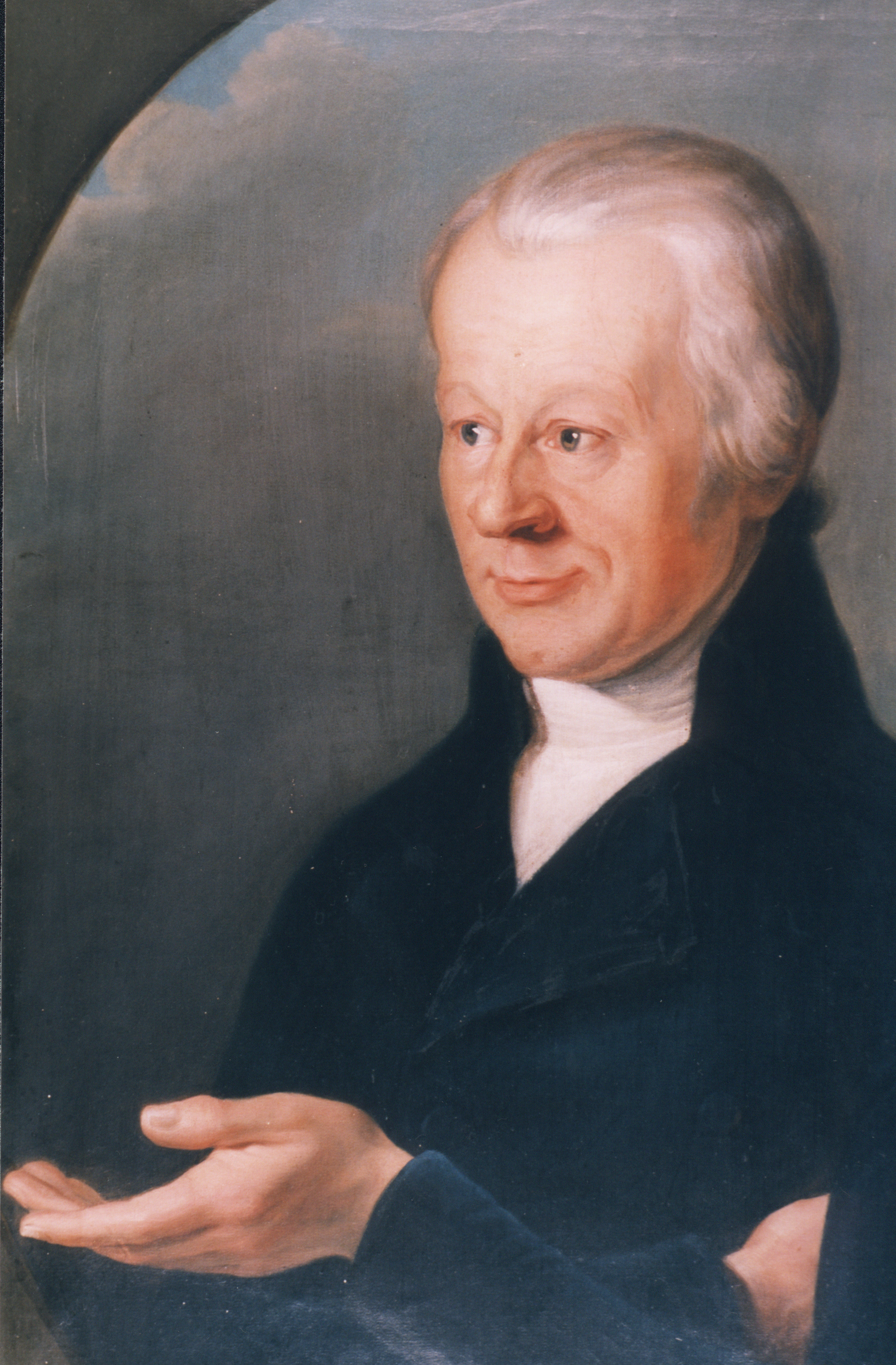
Karl Gottlob Anton

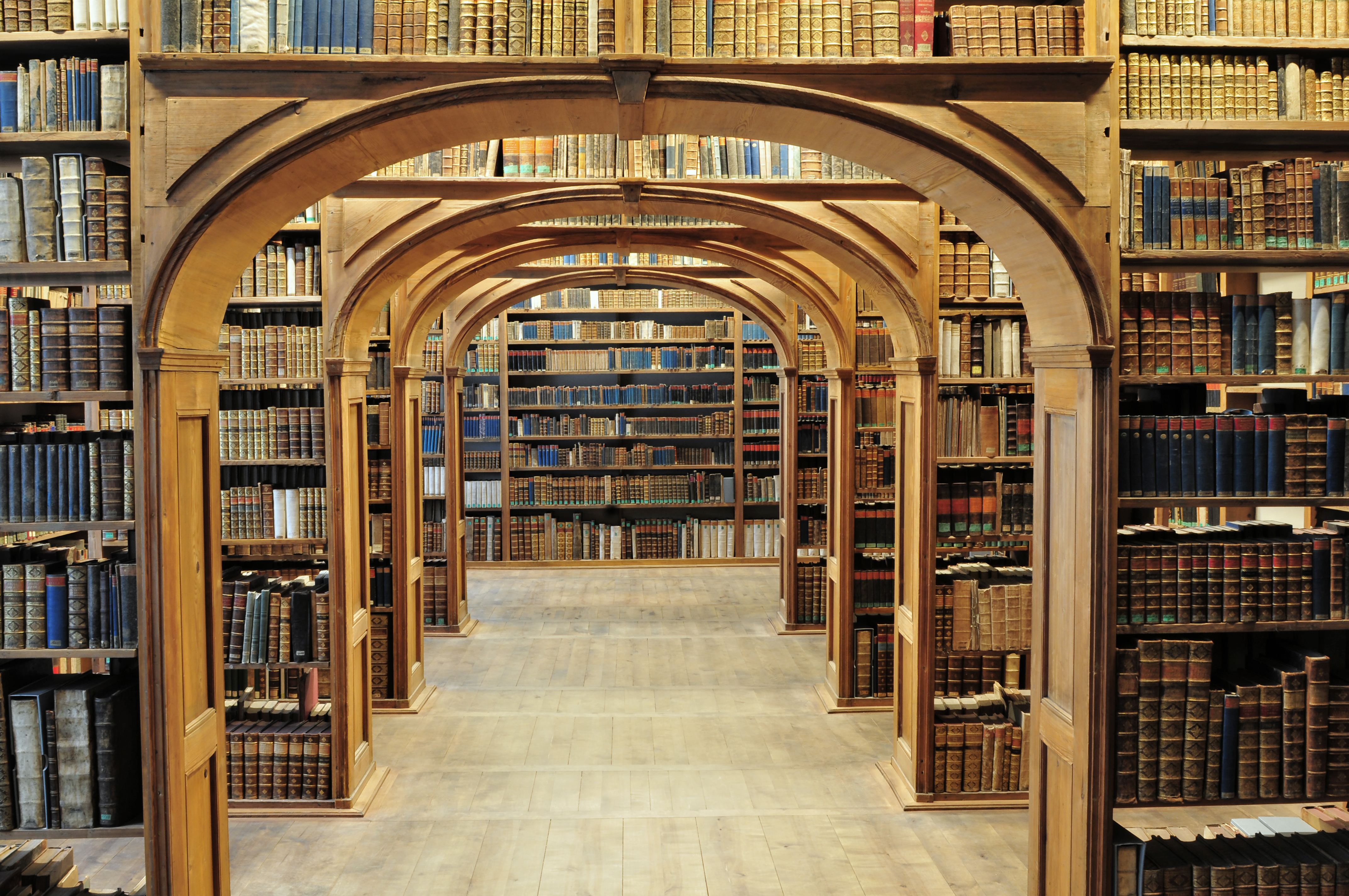
Sala storica della biblioteca dopo la ristrutturazione e sanificazione del 2010

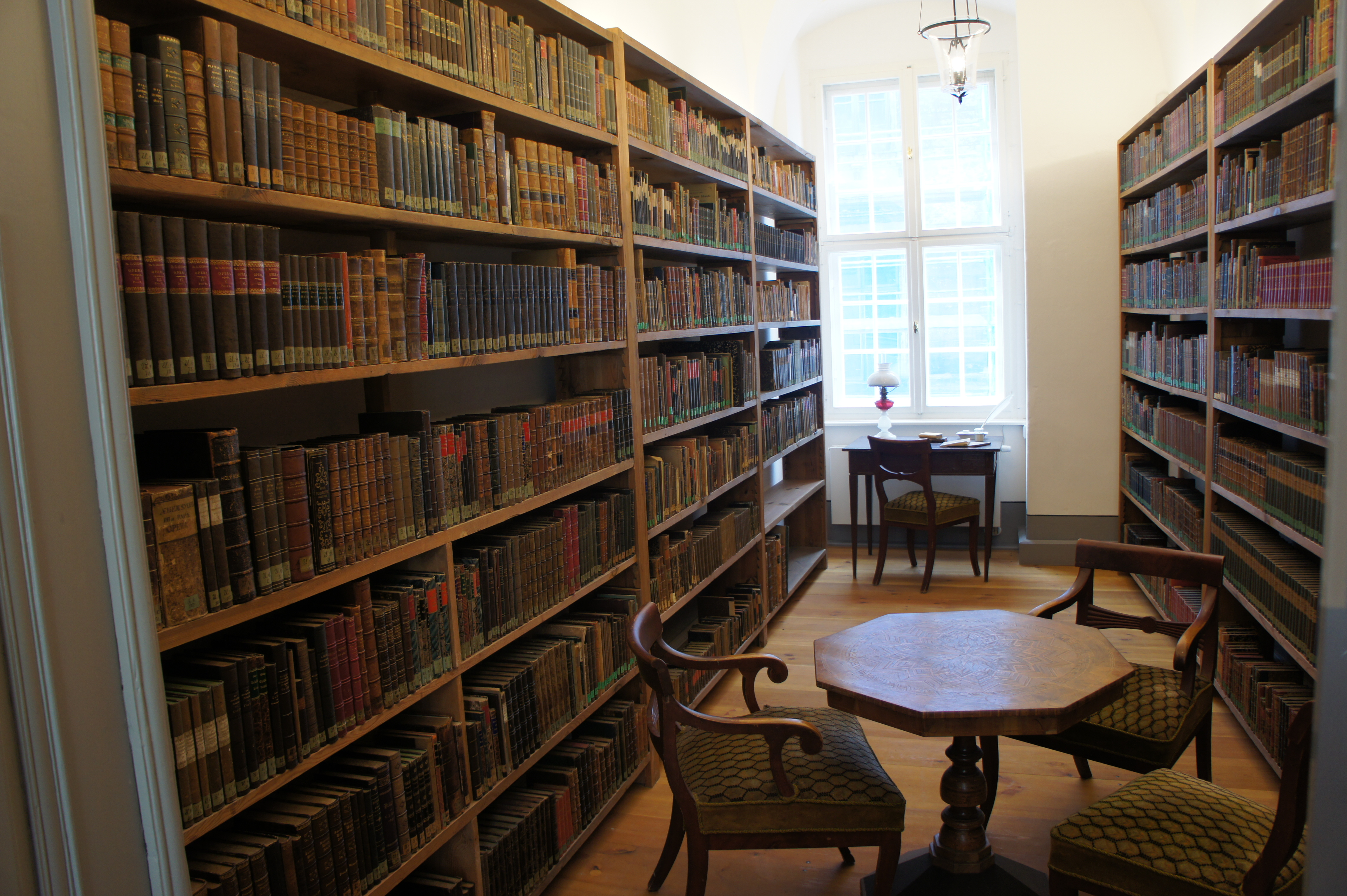
Saletta riservata ai bibliotecari

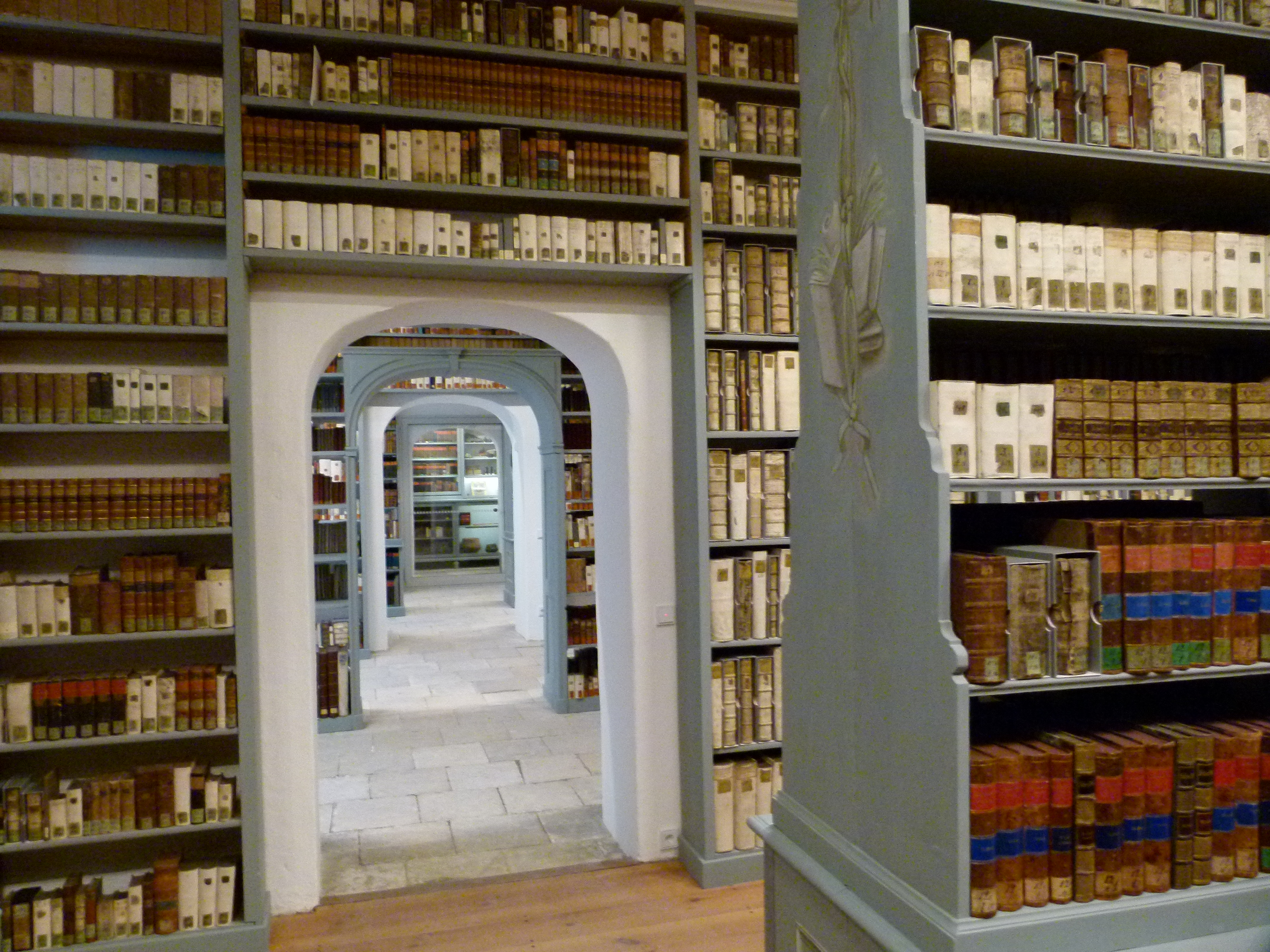
Sale del fondo di Johann Gottlieb Milich

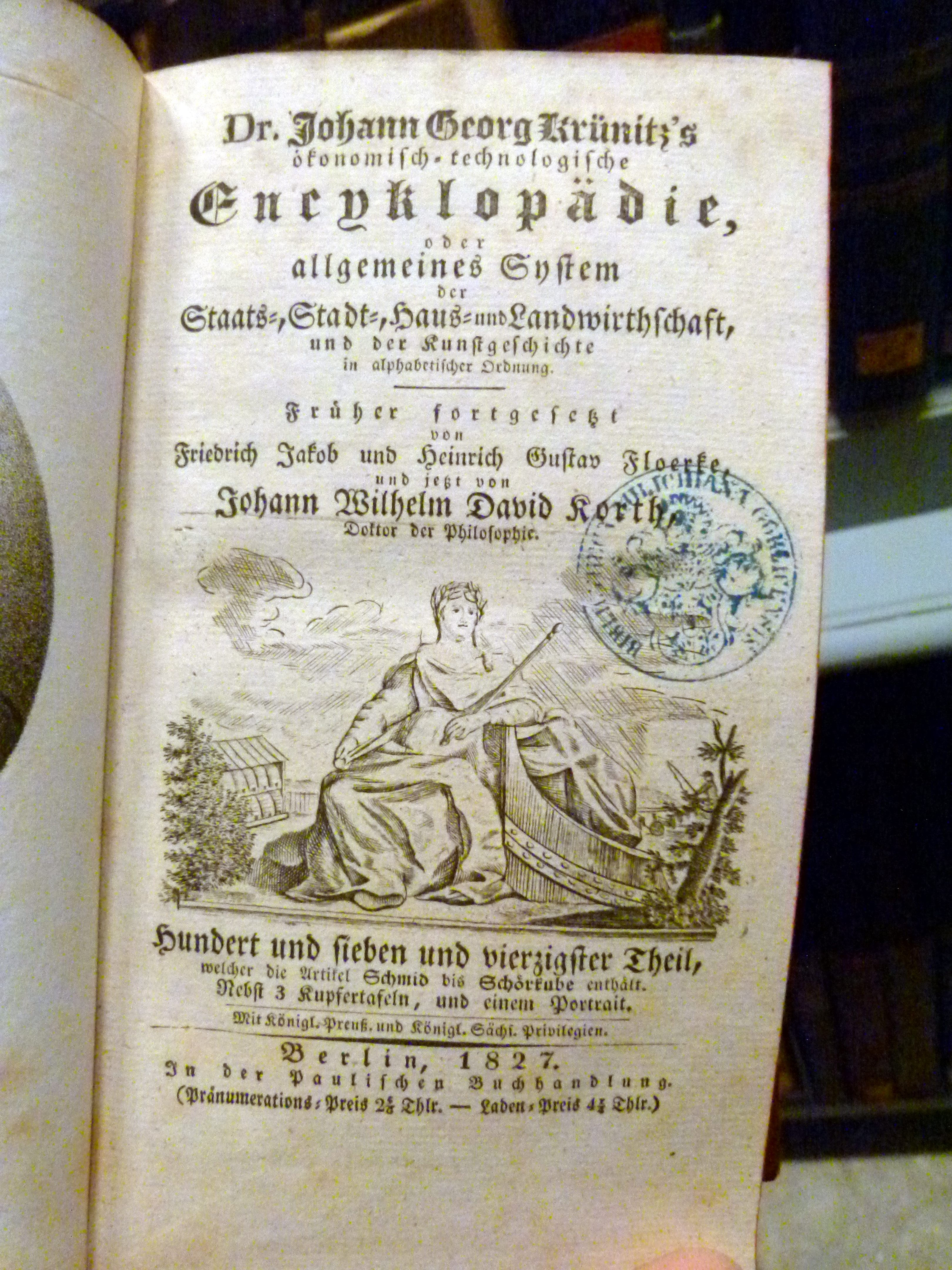
Uno dei volumi antichi conservati nelle sale col timbro della biblioteca stessa

Verso la fine del XVIII secolo Görlitz era il centro dell'Alta Lusazia economica e politica. Nel 1726 l'avvocato della non lontana Świdnica in Bassa Slesia Johann Gottlieb Milich donò con il suo testamento alla città di Görlitz la sua collezione di 4.000 libri, 200 manoscritti e 500 monete vincolando tale donazione all'uso pubblico e gratuito. Divenne così il fondatore della prima biblioteca scientifica pubblica cittadina. Dopo alcuni anni la sua biblioteca fu accorpata a quella del liceo Augustum, che a sua volta comprendeva già libri dell'antico monastero francescano e questo primo nucleo comprese i più importanti fondi librari di Görlitz sopravvissuti dal XIV secolo. Il 21 aprile 1779 20 membri della nobiltà e della ricca borghesia locale si riunirono per fondare la Società dell'Alta Lusazia per la promozione della cultura storica e naturale. Tra i principali promotori vi furono l'avvocato, storico e linguista Karl Gottlob Anton e il possidente e studioso di storia naturale Adolf Traugott von Gersdorff. Pochi anni più tardi, nel 1792, la società fu ribattezzata Società delle Scienze dell'Alta Lusazia. La società sosteneva le idee del movimento illuminista per quanto riguardava il rapporto con la ragione umana incoraggiando la ricerca in tutti i campi di studio. La collezione di volumi della biblioteca cittadina intanto continuò a crescere diventando sempre più apprezzata dai cittadini di Görlitz e base indispensabile per il lavoro scientifico di una società colta. I libri acquisiti riflettevano il mondo culturale di quel momento con testi di storia naturale, economia, storia e filosofia. Iniziarono inoltre gli studi regionali dell'Alta Lusazia, anche se all'inizio con un ruolo secondario. Nel 1801 i due fondatori della società, Anton e von Gersdorf, donarono le loro vaste collezioni, comprese le loro due biblioteche private contenenti ciascuna circa 10.000 volumi, alla società. All'epoca la biblioteca rimase riservata solo ai membri della società e riservata per il pubblico. Dopo il 1945 il patrimonio della prima biblioteca Milich fu aggiunto alla biblioteca della società come fondo speciale e il 1º gennaio 1951 i fondi combinati furono aperti sotto il nome che ci è pervenuto: Biblioteca delle Scienze dell'Alta Lusaziache divenne così la biblioteca scientifica regionale sotto il patrocinio comunale.

## Descrizione
La biblioteca delle Scienze dell'Alta Lusazia è ospitata in un edificio del centro storico di Görlitz, stato federale della Sassonia in Germania. La biblioteca raccoglie circa 150.000 volumi e questo la rende la più grande biblioteca di Görlitz e la più importante biblioteca regionale tra Dresda e Breslavia. L'ambiente interno è di rara bellezza ed è nota per questo in tutto il Paese oltre ad essere considerata una delle biblioteche più belle del mondo. Il design interno ricorda quello dell'architettura teatrale barocca con grandi archi che dividono la sala e creano l'illusione di fondali. Raccoglie testimonianze librarie che testimoniano il legame culturale tra Germania, Polonia e Repubblica Ceca. I settori della biblioteca riguardano l'istruzione, l'arte, l'economia, la storia naturale e la storia culturale di un'ampia area europea. Vi si conservano collezioni vaste e preziose, oltre a gabinetti di storia naturale.